# RPG伝説ヘポイ
RPG伝説ヘポイ（ロープレでんせつヘポイ）は、スタジオぎゃろっぷ製作のファンタジーロボットアニメ。

## 概要
1990年10月6日から1991年9月28日までテレビ東京系で全50話が放送された。ぎゃろっぷ初のロボットアニメでもあると同時に、初めてテレビ東京系で放送されたぎゃろっぷ製作のアニメ作品でもある。
物語前半は人間ドラマ色が濃く、かつ比較的明るい冒険活劇の印象が強かったが、中盤からは主人公たちが一度敵に敗れて散り散りになり、一旦は世界が悪の手に落ちるなど、次第にハードな展開が多くなっていく。
現在、ビデックスJPで視聴可能。ファンたちの熱望によってDVD-BOXも2007年4月27日に発売された。

## あらすじ
剣と魔法の世界・「ファンタGランド（ファンタジーランド）」。遠い昔、そこには「キャッスル」と呼ばれる戦士の種族が存在し、正義の「聖機神軍（せいきしんぐん）と悪の「剛魔神軍（ごうまじんぐん）」に分かれて果てしない死闘を繰り広げていた。しかし、聖なる力・「へポリス」を操る勇者へポリスが自らを犠牲にキャッスルたちを封印し、ファンタGランドに平和を取り戻した。
それから時が流れ、突如ファンタGランドに現れた魔王ドラクネス率いる魔王軍によって良い心が封印されたばかりか、剛魔神たちの封印も解かれ、ファンタGランドは悪が支配する世界になってしまった。世界を救うため、ヘポリスの勇者の再来・勇者ヘポイが立ち上がる。それにはまず、世界中に封印されている聖機神たちを復活させねばならない!ヘポイは竜人族の王子・リュートや前へポリスの勇者の従者であったミーヤ、そして商人のブンザエモンと共にファンタGランドを救うべく冒険の旅に出る。
多くの試練を乗り越えて、成長していくヘポイたちの活躍やファンタGランド各地で出会った協力者たちの助けもあって次々と聖機神たちの封印を解き、魔王軍の支配下にある国々を解放していくヘポイ一行。さらには全てのキャッスルを統べる存在であるキャッスル・プリンセスをも救出した彼らだったが、ドラクネスの強大な力の前に敗れ、離れ離れとなってしまう。ヘポイもその際に眠りにつかされ、目覚めたときには3年の月日が経過していた。魔王軍によって闇に包まれ、荒廃した世界で何とかドラクネスの魔の手から逃れたリュートやミーヤと再会したヘポイだったが、魔王軍の追撃によってミーヤが命を落としてしまう。絶望の未来を変えるべく、ヘポイはリュートと共に時を超え、過去へ向かう。果たして、全世界の命運を懸けたへポリスの勇者たちと魔王軍との壮絶な戦いの結末は…。

## 登場人物

### 主要人物
ヘポイ・ド・プー
声 - 増田裕生
本作の主人公。パル爺ちゃんに作られた、生きているぬいぐるみの少年。主材料は前へポリスの勇者のマント。へポリスの勇者の剣に選ばれ、伝説のヘポリスの勇者の再来として戦いに挑む。中盤では力不足のためにドラクネスに敗れ3年間眠りにつかされてしまったことも。実は初代へポリスの勇者・勇者へポリス（声 - 森川智之）から分化した心がパル爺ちゃんの力によって命を得た材料に宿っており、ある意味においてドラクネスとは同様の存在だった。冒険の中で勇者としての心構えと鎧玉や最強の剣・「王者の剣（おうじゃのけん）」などの装備、拳にへポリスを宿してパンチを繰り出す「勇者の拳（ゆうしゃのけん）」や各種へポリスを用いた技を身に付け、次第に真の勇者へと成長していく。決め台詞は「いじめっ子は許さない!!」。最終回のエピローグでは魔王軍打倒から一年後、リュートやミーヤ、自分たちを追って来たブンザエモンと共に再び旅を続ける姿が見られた。
漫画版ではキュージンランドという大陸からリュートの下にやって来ている。またマジカルダイムなしでも魔法が使えるが、その腕前はまだ未熟である。
リュート
声 - 草尾毅（タイトルコールも兼任）
もう一人の主人公。ドラゴニアを統べる竜人族の王子だったが、幼少期に魔王軍の侵攻によって両親を失い、忠臣たちによって密かに育てられていた。その後、次期へポリスの勇者となるべくヘポリスの勇者の剣を引き抜こうとしてヘポイらの前に現れた。が、剣には認められず以降はヘポイたちの仲間として旅に加わる。高い身体能力を持ち、戦闘では武器として短剣にも変形するヘポリスの力を宿したブーメラン・「スラッシャー」を操る。尊大かつ口が悪いが、思いやりに溢れる優しい人物。
ミーヤとは凸凹コンビだったが、ヘポイ不在の中盤のifの未来では彼女と別れ、同族らと共にドラクネスと戦っている姿を見られる等、物語の中ではそれ以上の関係には発展しなかった。ドラクネスにスラッシャーとヘポイから借りた鎧玉を破壊されて敗れた後に捕らえられ、命からがら脱走するも荒廃した世界で生きる内、殺人も辞さない非情さを身に付ける。しかし、ヘポイとの再会の末にかつての自身を取り戻した。元の時代に戻ってきたヘポイと共にヘポリスの力の修行に付き合い、へポリスの力の能力者となる。劇中では、勇者へポリスの血が流れているという説明がある。その際、「破邪の剣（はじゃのけん）」の使い手になる。最後の戦いにおいては、キングキャッスルと格闘中のダークキャッスルの内部に単身侵入し、ある真実を知ることになる。エピローグではドラゴニア国王となるも、ヘポイやミーヤと旅立つ道を選ぶ。その際ブンザエモンを煙たがり、彼を置いていく旨をヘポイたちに語っていた。同族の彼女もちゃっかり作っていたりする。
漫画版ではサーベルが武器で、必殺技は相手を横薙ぎに一刀両断する「飛龍稲妻斬り（スタードラゴンサンダーブレード）」。
ミーヤ・ミーヤ
声 - 久川綾
本作のヒロイン。ピンク色の猫獣人型妖精・猫族（ねこぞく）の少女。元々はへポリスの勇者の従者だったが、へポリスの勇者が戦いの果てに倒れた時に魔王軍に捕らえられた。耳に装着した宝珠がヘポリスの勇者に反応するため、次期へポリスの勇者を燻り出すためのへポリスの勇者の剣の引き抜きの際の判定役として、ヘポイたちの前に檻に捕らわれた形で登場。助け出されて以降はヘポイらと旅を共にする。勇者の再来であるヘポイを最も気にしており、リュートとは凸凹コンビ以上の関係には至らなかった。猫型だけに犬が苦手。中盤で未来に飛ばされたヘポイの前に成長した姿で登場。彼を過去に帰すべく奮闘し、命を落としたようであったが、過去改変により死なずに済んだ。
漫画版では登場しない。
ブンザエモン
声 - 飛田展男(第6話)→滝口順平(第9話 - 第37話、第41話 - 第50話)、吉村よう（第38話 - 第40話・代役）
お宝に目が無い欲深関西弁肥満オヤジ。「ブンちゃん」と呼ばれたがるが、通称は「おっちゃん」（リュートからは名前で呼ばれる）。概ねオマケとしか言いようのないギャグメーカー。商売のためならばとヘポリスの勇者たちのバックアップを担当する。金に汚い面もあるが（そのため、グランドキャッスルから搭乗を拒否された）基本的には善人らしく、時折年長者ならではの含蓄のある一言や的を得た意見を述べることも。最終回ではリュートの御側用人に就任したものの、旅立つヘポイらに全権を譲られた際、それを喜ぶよりも大慌てで彼らを追っていくことを選ぶ情景が見られる。

### 聖機神軍（せいきしんぐん）
聖機神も参照。
キャッスル・プリンセス
声 - 西原久美子
キャッスルの聖霊。城の形をした髪飾りとロング系のドレスを着飾った人間の少女の姿をしているが、全てのキャッスルの命と魂の源であり、彼女の死は全てのキャッスルの無力化を意味しており、ドラクネスといえども迂闊に手を出せない存在のために幽閉されていた。中盤にてヘポイたちの活躍によって救出される。長引くキャッスル同士の戦いに憂いを抱き、キングキャッスルに全てを託して自身とキャッスルたちを封印する。チェスの駒のクイーンに相当する。
漫画版ではキャッスルたち共々封印されていない。

### 魔王軍
魔王ドラクネス
声 - 飯塚昭三
世界中の良い心を封印せし魔族の王。前ヘポリスの勇者を倒した張本人。別名・「魔界大王（まかいだいおう）」。勇者の剣と対をなす「魔王の剣（まおうのけん）」を武器とする他、ダークヘポリスを自在に操る。相手のエネルギーを憎しみの心に比例して吸い取ることが可能で、何度倒されても復活してしまうという特殊能力を持つが、実際には勇者へポリスの力だけが分化して生まれたヘポイとは同様の存在であり、彼自身に見えたのは鎧であり中身は空。その肉体は自らのダークへポリスを鎧に注ぎ込んで操っていた影響により、妹のケイトと比べると急激に老化している。
最後の最後まで与えられた使命をまっとうしようとしたが、リュートの活躍で復活のタネを暴かれ、鎧を着て最後の対決に臨むも、仲間たちの友情に支えられたへポイに倒される。部下をも平気で切り捨てる非情な性格だったが、心の底では友情を羨ましく思っていた。そのため、ヘポイに敗れると彼を称賛しつつ消滅した。
ジャークン/ジャー君
声 - 塩屋浩三
序盤に登場した魔王軍の幹部で、ドラゴニアを司る。マジカルダイム・「ロックーン」でパル爺ちゃんを石化させ、ゴーストキャッスルや部下を使いヘポイを苦しめる。その正体は「ジャー君」のあだ名で呼ばれている炊飯器売りで、ドラクネスの被せた兜の力により操られていた。中盤にてダークヘポリスを大量に注ぎ込まれて強化されるもヘポイに兜を破壊されて敗れ、元のジャー君に戻る。ちなみにジャーとは炊飯器のこと。
ガンガンジー
声 - 森川智之
ジャークンの次にヘポイと対峙する幹部で、ガイストンを司る。語尾に「〜ガン」と付ける。肉弾戦を挑む場面が多く、持ち前の力に任せた戦いをする。武器の棍棒はプロペラのように振り回して空を飛ぶことも可能で、先端にはバトルキャッスルの魂を封じ込めた「封印魔石（ふういんませき）」が隠されている。プラントキャッスルを使う。バトルキャッスルの持つ「勇者のリング」と魔石を奪っていたが、ヘポイとブンザエモンにより奪還される。鎧玉争奪戦の途中でバラバラになり、ヘポイに助けてもらうこともあった。その際に寝言でヘポイに感謝しており、へポイは彼が根っからの悪ではないことに気付く。ヘポイに組み立てられた際に余っていたダークヘポリスの源となる部分を角のように額に取り付けられて凶暴化・パワーアップし、角から熱光線を発射可能となる。ヘポイに角を切り落とされて敗れ、道祖神に戻る。
ノーデンキング/ノーテン・キンギョ
声 - 茶風林
中盤で登場する頭脳派の幹部で、頭部にキャノピーで覆われた脳髄を露出させた老人の姿をしている。語尾に「〜ビット」を付ける。持ち前の悪知恵と技術力を働かせ、様々な相手をヘポイへけしかける。モグラ型メカに搭乗して移動を行い、小型コンピューターを搭載したビームガンを武器とする。自身の司るスケアボスにてコスモキャッスルでヘポイ一行と戦うも、ヘポイとマハラキャッスルに一度敗れ、ビームガンも破壊される。その後は、シスターケイトに協力するなどして暗躍。終盤まで敵として立ち回るも、彼が捕らえたキャッスルプリンセスと共に消し去ろうとするドラクネスの攻撃に被弾し（キャッスルプリンセスはキングキャッスルが救出したため無事だった）、頭に金魚鉢を乗せたノーテン・キンギョという金魚売りの少年に戻る。この姿では語尾に「～キンギョ」と付けることも。
ブリキング3世
声 - 菅原淳一
卑劣な性格の幹部。語尾に「〜キング」を付ける。偽者の正義の剣を作り、正義の国・グレーブランドを乗っ取る。ハニワキャッスルに呪いのマスクを被せて操ったり、部下を差し向けてヘポイを苦しめる。その後、直接対決をするが、思わぬ実力差により敵わないと見て、ディスコガスにより国ごと踊り殺させようとするが失敗。最期はヘポイの攻撃で頭頂部の蓋が外れ、そこからディスコガスが体内に入って踊り狂い、足を踏み外して石段から山を転げ落ちた末ヤカンに戻る。
シスターケイト
声 - 川村万梨阿
魔王軍幹部の紅一点で、ドラクネスの妹。よく入浴している。
ノーデンキングや部下たちを使い、自ら司る人工雲の国・タランチュリアの暗雲により世界を覆い征服しようとする。またファラオキャッスルを唆し、バロンキャッスルを捕らえている。ヘポイとMD六人衆の働きにより、バロンキャッスルを開放される等、苦汁をなめるが、その後にヘポイが目覚めた未来では、世界は暗雲に包まれていて計画を果たしている。しかし、未来から戻ったヘポイの行動により計画は破綻した。
終盤では、ミカエルからアプローチされ、恋に落ちる。ノーデンキングから「セントキャッスル内で結婚式を挙げれば全てのキャッスルと盟約を結ぶことになり、世界の覇者となることが可能」と伝えられると、ミカエルと甘い新婚生活を送れると喜んでいた（その際は入浴中でありノーデンキングの前で乳首どころか裸体まで晒していたが、ノーデンキングへ向けた怒りは入浴中に裸を見られたことではなく、すぐにミカエルとの結婚式の準備に出かけないことであった）。
ミカエルの弔報を嘲笑う兄ドラクネスに反発し、強さとは無関係にミカエルを愛していたと告げ、涙する。そして、ドラクネスの口車に乗り恨みからヘポイと対決。挙句捨て駒にされかけるもあと一歩のところでミカエルが生きていたことを知り、自身もヘポイに命を助けられ戦意喪失する。力を失うものの、最終回ではミカエルと幸せな夫婦になり、自身の胎内にミカエルとの子を宿している。
マッカサン
声 - 掛川裕彦　
ヘポイたちが一度ドラクネスに敗れた後、ドラゴニアを支配していた幹部。ダグラス・マッカーサーとナチスの将校を足したような姿をしており、怒ると「俺の顔はマッカサン!!」と顔を赤くして激昂する。手持ち武器のハンマーに変化する伸縮自在のパイプを銜えており、命の次に大事にしている。また、ジャークバトルキャッスルを操っている。
未来で最初にヘポイと交戦した際には、三年間のブランクから腕が鈍り、なおかつ勇者の剣を失って存分に力を発揮できないヘポイを寄せ付けない強さを見せた。後に未来から戻って修行を積んだヘポイとの再戦ではまったく歯が立たず、ポポコを人質に取って逃走する。逃走の際、ポポコに優しさを見せてしまい、本当は優しいと指摘される。ドラクネスとの接触を図ったミカエルによって利用された挙句、斬り捨てられ重傷を負う。最期は自らの敗北をヘポイに告げ、真っ赤な落下傘に戻る。
ミカエル・フォン・ラファエル・ド・ガブリエル三世
声 - 松本保典
名前が長いため、ヘポイからは「ミカリン」の愛称で呼ばれるが本人は快く思っていない。未来から戻ったヘポイと共にケポナス老師の下でヘポリスマスターになるべく修行をするも、長い修行期間に関わらず進展しない身の上とヘポイの成長による焦りから、「堕天使の剣（だてんしのけん）」を奪って逃走。「ダークヘポリスマスター」を名乗る。破邪の剣を持つリュートとは度重なり激突する。
その後はマッカサンを利用・謀殺してドラクネスの配下となり、シスターケイトを利用して取り入ろうとする。都度、ドラクネスに成功報酬としてシスターケイトを花嫁に要求するものの、叶わなかった。最終的には命を削る代わりに強大な力を得られる「魔王液（まおうえき）」を使って大幅なパワーアップを果たすも、ヘポイとリュートに敗れ、海に散る。
シスターケイトからは失敗の度に罵倒されるものの、好かれていた。ダークヘポリスの力を失いつつも生きており、シスターケイトと結ばれる。その後はドラクネスの弱点がダークキャッスル内にあることをヘポイたちに告げ、ヘポイたちとドラクネスの共倒れを図るも、ケイトに叱責されるなど尻に敷かれていた。最終回では性格が幾分穏やかになっており、ケイトの後を追う様子が描かれた。

### その他の登場人物
パル爺ちゃん
声 - 北村弘一
パル婆ちゃんの夫。戦いに敗れたヘポリスの勇者のマントの切れ端を拾い、それを元にヘポイを造った。実はある人物とは兄弟以上の深い関係にあり、へポイを造れたのもその隠された能力のため。ジャークンによって石にされてしまうも、ヘポイたちによって無事元に戻る。
パル婆ちゃん
声 - 友近恵子
ヘポイの家族にしてパル爺ちゃんの妻。
ポポコ
声 - 三浦雅子
ヘポイの妹。ヘポイ同様生きたぬいぐるみである。
ペペコ
声 - 長尾理保子
ヘポイの妹。彼女も生きたぬいぐるみ。
タクワン道人
声 - 勝田久
「タクワンの塔」に住んでいる道師。ヘポイに敵を愛することを問い、使用者の身を守る鎧となる「鎧玉（よろいだま）」を与えた。また、中盤においてガイバーンを与える。
ケポナス
声 - 水鳥鐵夫
「マジカルギルド」の主人で、パル爺ちゃんとドラクネスの師匠。笑い声は「ケポケポケポ」で、酒が好物。未来からやって来たヘポイとリュートに修行を付け、へポリスの才能を開花させた。
ナレーション
声 - 西村知道

## 登場メカ

### 聖機神（せいきしん）
正義のキャッスルたちの総称。総じて体のどこかに正六角形のへポリスマーカーを持つ。内ドラゴン・バトル・マハラ・グランド・バロン・ファラオの六体は「六大聖機神（ろくだいせいきしん）」と呼ばれる。基本的に正義の心を持っているが、剛魔神軍を倒すことに囚われて自身ら本来の心を見失いかけた者もいる。
超聖機神（ちょうせいきしん）キングキャッスル
声 - 小杉十郎太
真のヘポリスの力を覚醒させた者のみが操ることができる超大型機神。移動用城壁と合体し移動城塞へと変形可能。周囲にバリアーを張って防御を行ったり、星型のエネルギー体を放って対象を保護することも可能。
玩具では他の機神を展開したシールド等に搭乗させることが可能。なお、機神はそれぞれ独自の意思を持ち、基本的に独自の判断で戦うことも可能だが、へポリスの勇者が搭乗することで、さらなる力を発揮可能。ダークキャッスルとは対の存在であり、唯一同等に戦える存在。チェスの駒のキングに相当する。
ドラゴンキャッスル
声 - 山崎たくみ
勇気を司る聖機神で、ドラゴニアを守護している。頭部の尖塔部分に伝説のドラゴン・ブレイブドラゴンの息子である「ブレイブドラゴンJr.（-ジュニア）」が住み着いており、それ故か攻撃もブレイブドラゴンJr.の頭部・「ドラゴンヘッド」からの火炎放射やプロペラのように回転させての飛行に頼っている。武器は剣の「ドラゴンブレード」と左手の強固な竜の鱗から作られた盾・「ドラガーター」、普段は背中に付けており、腕に装備可能な盾と一体化した巨大ボウガン・「シールドガン」、1分間に30発の火炎弾を発射可能な両肩の砲門・「フレイムキャノン」。足はあらゆる物を粉砕する「スパイクロー」となっている。腰部の「竜牙門（りゅうがもん）・ドラゴンゲート」は「勇気の門」とも呼ばれ、くぐった者に勇気を与える。必殺技はドラゴンブレードから竜巻を纏った斬撃を飛ばす「ブレイズハリケーン」・ドラゴンブレードで相手を斬りつける「竜王マジカルクラッシュ（ドラゴンマジカルクラッシュ）」・体を回転させながら跳躍する「ドラゴンスクリュージャンプ」から繰り出す「ドラゴン旋風斬り（ドラゴンせんぷうぎり）」・シールドガンから矢を飛ばす「アロースマッシュ」・フレイムキャノンから放つ火炎弾「ドラゴンブレイザー」。
ヘポイが最初に出会う聖機神のキャッスル。ダンアローの試練をクリアし、自身の魂が宿る封印魔石を手に入れたヘポイに封印を解かれゴーストキャッスルと戦う。
漫画版では他の六大キャッスルたち共々ヘポイたちが彼らの守護する国を奪還するや、彼らに同行している。
ハイパードラゴンキャッスル
声 - 山崎たくみ
ドラゴンキャッスルの強化形態。ジャークバトルキャッスルに対抗するため、ドラゴンキャッスルにガイバーンを装着することでパワーアップした。
玩具では本体のカラーリングが異なるが、アニメ版ではガイバーン装着前と共通のカラーリングをしている。玩具版での表記は「超進化（ハイパー）ドラゴンキャッスル」。
バトルキャッスル
声 - 田中秀幸(第13話 - 第15話)→中田和宏(第34話 - 第43話)→森川智之(第48話)
友情を司る聖機神で、ガイストンを守護する。装備は胸部を展開することで出てくるキャノン砲・「ズィアースキャノン」と頭部左右と両肩の砲門・「アンガーキャノン」、手持ち武器の銃・「タワーキャノン」と全キャッスル屈指の強度を誇る盾・「タクマシールド」。両肩の「バトルコーン」は取り外して槍としても使用可能。また、左手でパンチを繰り出す「エンブレムパンチ」や胸部の星マークからバリアを張る「バトルシールド」を使用可能。設定では、かつてヨウガンキャッスルとヒョウザンキャッスルの兄弟喧嘩の影響で誕生したことが語られている。
最初はヘポイを試すべく、ヘポイ一行を信用しないフリをし、「勇者のリング」を用意するようへポイ一行に指示する。プラントキャッスルと戦う。
マハラキャッスル
声 - 島香裕
夢を司る聖機神で、スケアボスを守護する。巨大な竹が群生する森の中に隠れていた。武器は二振りの曲刀・「ツイン・ファントムソード」で、合体させて一つの剣にすることも可能。コスモキャッスルと戦う。必殺技はエネルギーを蓄えて虹色に輝くツイン・ファントムソードで相手を切り裂く「マハラレインボーフラッシュ」。
グランドキャッスル
声 - 星野充昭、芳田正治（第42話・代役）
正義を司る聖機神で、グレーブランドを守護する。ハニワキャッスルと対峙する。
漫画版ではハンマーが武器で、必殺技はハンマーで相手を殴りつけ、相手を蝕むダークへポリスを取り除く「へポリスショックハンマー」。
バロンキャッスル
声 - 藤原啓治
希望を司る聖機神で、タランチュリアを守護する。MDナイト六人衆が守護している。ヘポイと共にタランチュリアを救う。
使用することで竜巻を発生させるランス・「パンサースピア」を武器としている。他にも本編では、背中の風車型プロペラ・「ウィンミル」で飛んだり、土に潜って進むなど活躍を見せる。
ファラオキャッスル
声 - 中田和宏
愛を司る聖機神。登場時は魔王軍によって騙されて敵となっており、人を信用しなくなる。
以降も自暴自棄になるが、ヘポイの心遣い等により、キャッスルプリンセスのためならと力を貸す。
武器は剣の「クレセントソード」や杖状の「プロテックティッカー」、バックパック・「ランドル」と両肩のプロテクターを合体させることで完成するハサミの如く開閉する一対の刃を持つ「スカラッシャー」。幻を見せることや、空間を操作することなどの超能力に長け、本編後半でも要になる実力を持つ。
ハニワキャッスル
声 - 岩永哲哉、中川晃三（第42話・代役）
当初は剛魔神軍として登場するも正確には聖機神であり、呪いのマスクによって操られているだけ。勇者の剣と正義の剣によって呪いのマスクが破壊されたことで正気を取り戻し、ヘポイの仲間になる。武器は蛮刀で、両肩に六連装ミサイルポッドを装備。
セントキャッスル
声 - 菅原淳一
癒しと復活を司る聖機神。聖機神・剛魔神など関係無く、復活させることを目的とする。額には善き心を人々に伝える「セントマーカー」を持ち、両肩の「セントタワー」からは「セントビーム」を発射する。手持ち武器は槍・「クロスピア」と腰から着脱可能な「シールドエプロン」で、クロスピアは両肩の「ツインアーム」と合体させて「セントスピア」にすることも可能（劇中未使用）。胸部の「浄化門（じょうかもん）・カタルシスゲート」はくぐった者の心を清める。
また建物としては教会であり、セントキャッスル内で結婚式を挙げると、全てのキャッスルと盟約を結べる。
アイアンキャッスル
鋼鉄のボディを持つキャッスルで、高い防御力を誇る。漫画版とOP映像のみ登場。

### 剛魔神（ごうまじん）
悪のキャッスルたちの総称。体に五角形（コスモ・パルテノン・大江戸は六角形）のマーカーを持つ。
超剛魔神（ちょうごうまじん）ダークキャッスル
声 - 森川智之、肥後誠（体内のドアの声）
キングキャッスルと対をなす超大型魔神で、魔王軍の本拠地・ブリザーディアに陣取る彼らの居城でもある。キングキャッスルと違い、腕が4本ある。巨大な槍が武器で、両肩に強力なビーム砲・「ダーク砲」を持つ。この内部にある事実が隠されていた。キングキャッスルとの激闘の末にキャッスル・プリンセスによって封印され、ドラクネスの死と共に崩壊した。
商品化はされていない。
ゴーストキャッスル
声 - 森川智之
リュートの祖国ドラゴニアをジャークンと共に蹂躙する。「ゴースト」としか喋らない。大鎌「ヘルスライサー」が武器で、背中の翼「ヘルウイング」と合体させることで「アビルスライサー」にすることも可能。目は相手の動きを封じる力を持つ「カースアイ」で、尻尾・「ボーンテイル」による強打の破壊力はかなりのもの。両腕には鉤爪「ジャックロウ」を装備している。頭部の「ゴーストタワー」には悪霊が住むと言われており、額の「ゴーストマーカー」は聖機神のへポリスマーカーの力を弱める効果を持つ。必殺技はジャックロウを相手に飛ばす「ゴーストクロー」。ドラゴンキャッスルとヘポイに敗れ、破壊される。腹部の機関砲「スピリットバルカン」は玩具版では切り札という設定だが、本編では威嚇射撃程度の扱い。
漫画版では普通に人語を話しており、味方をも平気で捨て駒にする卑劣な性格の持ち主。呪いの盾・「デーモンシールド」に町の人々の魂を閉じ込めて人質として使っていた。この他、ボディが破壊されても魂を封じ込めた魔石が無事な限りはいくらでも復活可能。
プラントキャッスル
声 - 菅原正志
大地から吸い上げたへポリスの力でダークヘポリスを生成するスモッグ工場として、ガイストン国を汚す。武器は大剣・「スモークソード」とあらゆる物を溶かすスモッグやエネルギー波を放つ主砲・「へドロンキャノン」。ガンガンジーが敗れた後は戦闘力を失い、バトルキャッスルに止めを刺されそうになるもヘポイにより助命され、空気清浄工場になる。
ディノキャッスル
声 - 吉村よう
プラントキャッスルの一の部下を自称する小型のキャッスルで、語尾の「〜ディノ」が口癖。口から火焔を吐いて攻撃する他、相手に尻尾を打ち付ける「シッポラリアート」・噛みつき攻撃「ディノクラッシャー」を得意技とする。ゴーストキャッスルと共に初期の回想でよく登場していた。
プラントキャッスルの下でヘポイを食い止めようとする。なぞなぞを出し、答えられたら通してしまう。逆になぞなぞで止められてしまうことも。
漫画版ではプロパンキャッスルとコンビを組み、ドラゴンキャッスルと戦った。
闘魂キャッスル（とうこんキャッスル）
声 - 不明
複数台存在する小型のキャッスルで、「闘魂」としか喋らない。ダークキャッスルのダーク砲で倒さない限り、何度でも復活する。甦ったばかりのキングキャッスルを倒そうともくろんだ。
コスモキャッスル
声 - 肥後誠
ノーデンキングと共にヘポイと戦う。ビームガンが武器。当初は天体望遠観測所に偽装し、頭部の望遠鏡でスケアボス国民たちの夢やガンクロスを体内に捕らえ、プラネタリウムの星座に封印していた。敗れた後はダークヘポリスから解放され、天体望遠観測所になる。
ハニワキャッスル
聖機神を参照。
ジャークバトルキャッスル
声 - 中田和宏
スカルドルーが合体したことにより、ダークヘポリスに染まったバトルキャッスル。激闘の末にヘポイの攻撃で破壊されるも、後にセントキャッスルによって元のバトルキャッスルとして復活。
玩具はハイパードラゴンキャッスル同様、本体のカラーリングが異なる（アニメ版ではスカルドル合体前と共通）。
大江戸キャッスル（おおえどキャッスル）、アテネキャッスル、ビッグベンキャッスル、エッフェルキャッスル
※これらは本編未登場（ただし、大江戸はOPと序盤のイメージ図に、アテネ・ビッグベン・エッフェルはOPにそれぞれ登場している）。
軍艦キャッスル（ぐんかんキャッスル）
漫画版のみ登場。複数台存在し、魔王軍の海上部隊・「ドラクネス海軍」を構成する機械的なデザインのキャッスル。そのパワーはバトルキャッスルに匹敵する。

#### 終盤の剛魔神
キャッスルプリンセスが再度捕らわれた終盤は、ドラゴンキャッスルとファラオキャッスルを除く聖機神は、バージル島に坐するセントキャッスル内においてキャッスルプリンセスが聖なる儀式を行なうまで、ドラクネスに操られている。
また、最後のキャッスル同士の決戦において、聖機神軍のキャッスルたちとシャインキャッスルやプロパンキャッスルをはじめとする五体のキャッスルが戦う場面がある。
パルテノンキャッスル
古代文明を継承するキャッスル。終盤にて六大キャッスルたちと対決した。
漫画版では聖機神軍側のキャッスルであり、一貫してヘポイたちの仲間として活躍。
シャインキャッスル
声 - 岩永哲哉
序盤のイメージ図に登場していたが、終盤にて正式に登場。頭部から強烈な光を発する能力を持つ。プロパンキャッスルらと共にドラクネスの支配から解放された聖機神軍のキャッスルを迎え撃った。
漫画版では聖機神側のキャッスルとして登場。最終的にヘポイたちを助けるべく、自己犠牲による壮絶な最期を遂げた。
プロパンキャッスル
声 - 肥後誠
ガスタンク型のキャッスルで、口からの火炎放射を得意とする。序盤では他のキャッスルたちと共にキングキャッスルを襲撃し、終盤では聖機神軍たちと激闘を繰り広げた。
漫画版ではディノキャッスルと共に最強のキャッスルコンビと呼ばれており、ディノキャッスルとの連携でドラゴンキャッスルを苦しめた。

### 原始キャッスル
自然現象を司る中立のキャッスルたちの総称。歪な六角形のマーカーを持つ。
ヨウガンキャッスル
声 - 宇津木良
スケアボスに暖かい風を送り、弟ヒョウザンキャッスルと共に、四季を作っている。ハンマーが武器。ヒョウザンキャッスルが正気に戻った後は、彼と共に一度ノーデンキングに敗れたヘポイを特訓した。
劇中テロップやエンドロールでの表記は「溶岩キャッスル」。必殺技はハンマーにマグマエネルギーを込めて打ち下ろし大地震と共に局地噴火を発生させる「クエイクハンマー」だが設定のみで本編未使用。
ヒョウザンキャッスル
声 - 森川智之
冷たい風をスケアボスに送り、兄ヨウガンキャッスルと共に、四季を作っている。武器は回転式ランス・「アイスランス」と剣の「ブリザードソード」。必殺技は腹部からツララを発射する「アイスハーケン」。魔王軍に利用されてヘポイたちを襲うが、事情を知って和解。
劇中テロップやエンドロールでの表記は「氷山キャッスル」。

### MD（マジカル・ドロイド）ナイト
闘士ダンアロー
声 - 池水通洋
城攻用大型石弓に変形。ドラゴンキャッスルを守護するダンアロー隊の隊長。ダンアロー隊の隊員として同型の親戚の五人兄弟（ダンタロー（声 - 千葉一伸）・ダンジロー・ダンサブロー・ダンシロー・ダンゴロー）がいる。額にダンシリーズの紋章・「ダン・クレスト」を、頭部にかつて弓型のMDナイトだった名残である弓状をした一対の角・「ボウボーン」持ち、胸部の「サエテルサイト」を使っての狙撃命中率は100%。ヘポイの勇者の素質を見定めるべく試練を与え、試練を乗り越えたヘポイにドラゴンキャッスルの封印魔石を与えると共に、リュートに自身を武器として使うことを認めた。
漫画版ではドラゴンキャッスルの復活に対しては消極的だったが、ドラゴニア王族にしか懐かないとされるスタードラゴンを手懐けたリュートを見て考えを改めた。
剣士デンソード
声 - 星野充昭
キングキャッスルの手持ち武器となるソードに変形可能。キングキャッスルが使用するために造り出された存在。必殺技はソード形態で背中の「デンジボックス」から放たれる電流を纏って相手を切り裂く「デンクラッシュ」。アニメではバトルキャッスルを守護していた。玩具の変形ギミックは「勇者指令ダグオン」のライアンとほぼ同様。
勇士ガンクロス
声 - 千葉一伸
城攻用大砲・ドッカン砲に変形。マハラキャッスルを守護していた。当初は星の玉子さま（声 - 柏倉つとむ）によって封印されていたが、ヘポイたちに救出される。その際、封印の影響で一時的に記憶が一部失われていた。
戦士ドンボール
声 - 西村知道
城攻用投石機・ブンブン砲に変形。武器は棍棒・「ブンブンハンマー」で、ブンブン砲のカタパルトから射出することも可能。グランドキャッスルを守護する。何かと「根性」や「忍耐」を口にする体育会系の熱血漢。
MDキング・ガッタイオー
声 - 山崎たくみ
下記6人のMDナイトが合体する。チェスの駒のポーンに相当。個々の強さはそれ程でもないが、合体することで合体前の千倍のパワーを発揮し、聖機神並みの強さとなる。バロンキャッスルを守護。終盤にて魔王液によってパワーアップしたミカエルに全滅させられるが、最終回のエピローグにて生きていたことが判明。
ガッタイオーを構成するMDナイトたちは総じて未商品化。
ガンバード
声 - 山崎たくみ
ドンブルー
声 - 菅原淳一
デンライオー
声 - 肥後誠
ザンダイル
声 - 岩永哲哉
ダンシャーク
声 - 星野充昭
バンザイン
声 - 森川智之

### 飛竜
正義飛竜（せいぎひりゅう-）ガイバーン
タクワン道人が所有しており、時を遡ることができる。ドラゴンキャッスルと合体することで、ハイパードラゴンキャッスルにパワーアップさせる。
悪魔怒竜（あくまどりゅう-）スカルドルー
バトルキャッスルと合体することで彼を乗っ取り、ジャークバトルキャッスルに変化・パワーアップさせた。劇中ではバトルキャッスルと合体した状態でのみ登場。

## 用語
キャッスル
城などの建築物を模した巨大ロボットの姿をした戦士の種族の総称。
MD（エムディー-）ナイト
キャッスルの武器等に変形可能な小型の機神。基本的にキャッスルたちによってダイムで雇われたり、自身らが認めた者に力を貸す。ダンシリーズ・デンシリーズ・ガンシリーズ・ドンシリーズ・ザンシリーズ・バンシリーズの六種類の種族で構成される。キャッスルたちとは異なり、キャッスルプリンセスの封印後も稼働し続けている描写がある。
へポリス
ごく一部の限られた者たちが使える聖なる力。天・地・空の三つの力を一つにすることでその真の力を発揮する。邪悪な者が使う場合は闇の力・「ダークへポリス」となる。
ダイム
本作世界に存在する金貨。通常のダイムは通貨として使われているが、魔法の力を宿した様々な「マジカルダイム」も存在する。

## スタッフ
- 原作：小早川薫
- 原作キャラクターデザイン：ぱんよめ&ゴールデンフィッシュ
- 原作メカニックデザイン：ケンタロウ
- 企画：TENYU、亀山泰夫（ASATSU）、杉沢義文（TENYU）
- 監督：石蔵武（第1話〜第24話）、なみきまさと（第25話〜第50話）
- キャラクターデザイン・総作画監督：辻初樹
- 美術監督：工藤ただし
- 撮影監督：枝光弘明
- 音響監督：原田一男
- 音楽：和田薫
- プロデューサー：倉林伸介（テレビ東京）、杉山豊（NAS）、徳永元嘉（スタジオぎゃろっぷ）
- 編集：瀬山武司、足立浩
- タイトル：マキ・プロ
- 現像：東京現像所
- 効果：蔭山満（フィズサウンドクリエイション）
- 選曲：河合直
- 調整：山田富二男
- 録音：ニュージャパンスタジオ
- 文芸設定：鶴田寛
- アシスタントプロデューサー：和崎伸之（スタジオぎゃろっぷ）
- 広報担当：高塚有香（テレビ東京）
- 演出協力：高橋良輔
- アニメーション制作:スタジオぎゃろっぷ
- 製作：テレビ東京、NAS

## 主題歌
- OPテーマ - 『カモン! ヘポイ』 （作詞：広井王子／作曲：工藤崇／編曲：松井忠重／歌：草尾毅、久川綾、増田裕生）
- EDテーマ - 『ダイナマイトCAT』 （作詞：久川綾／作曲：実川俊晴／歌：久川綾）

上記2曲を収録したCDは、キングレコード（スターチャイルド・レーベル）より発売された。

## 放送リスト
| 話 | 放送日         | サブタイトル            | 脚本       | コンテ                | 演出         | 作画監督          |
| -- | -------------- | ----------------------- | ---------- | --------------------- | ------------ | ----------------- |
| 1  | 1990年 10月6日 | ビリビリマンほえる!     | 富田祐弘   | 辻初樹                | 辻初樹       | 辻初樹            |
| 2  | 10月13日       | ハリセンボウ通せんぼ!   | 山田隆司   | 桜井弘明              | 桜井弘明     | 大宅光子          |
| 3  | 10月20日       | マンマンドリルのワナ    | 柳川茂     | なみきまさと          | なみきまさと | 佐々木敏子        |
| 4  | 10月27日       | ドスンとブタコウモリ    | 富田祐弘   | 酒井伸次              | 酒井伸次     | 本橋秀之          |
| 5  | 11月3日        | ウルセエ象こわいぞう!   | 山田隆司   | 開木菜織              | 政木伸一     | -                 |
| 6  | 11月10日       | お山の大将フンドル大佐  | 柳川茂     | 桜井弘明              | 桜井弘明     | 大宅光子          |
| 7  | 11月17日       | ドッカン!マグマ天使     | 富田祐弘   | なみきまさと          | なみきまさと | 鳥居愛緒          |
| 8  | 11月24日       | ジャークンはジャー君!   | 山田隆司   | 開木菜織              | 政木伸一     | 本橋秀之          |
| 9  | 12月1日        | ダンディーにおまかせ!   | 柳川茂     | 酒井伸次              | 酒井伸次     | 半田由利          |
| 10 | 12月8日        | 愛しのチョッコリーナ    | 富田祐弘   | 桜井弘明              | 桜井弘明     | 大宅光子          |
| 11 | 12月15日       | クイズ王だディノ!       | 柳川茂     | 辻初樹                | なみきまさと | 半田由利          |
| 12 | 12月22日       | そんなのアリバカ!?      | 海老沼三郎 | 開木菜織              | 東森一       | 本橋秀之          |
| 13 | 1991年 1月12日 | なんたってヘポイ!       | 高橋良輔   | 石蔵武                | なみきまさと | 佐々木敏子        |
| 14 | 1月19日        | まよってピンボン        | 富田祐弘   | 辻初樹                | なみきまさと | 佐々木敏子        |
| 15 | 1月26日        | かなわん!たくわん道人   | 柳川茂     | 酒井伸次              | 酒井伸次     | 青嶋克己 沢田正人 |
| 16 | 2月2日         | クジラッコだよ〜ん!     | 海老沼三郎 | 桜井弘明              | 桜井弘明     | 大宅光子          |
| 17 | 2月9日         | ぶりッ子ボンボン        | 富田祐弘   | 桜井弘明              | 東森一       | 鳥居愛緒          |
| 18 | 2月16日        | 星ふる丘の玉子様        | 柳川茂     | なみきまさと          | なみきまさと | 本橋秀之          |
| 19 | 2月23日        | ドーベロマン ガブリ!    | 海老沼三郎 | 辻初樹                | 辻初樹       | 佐々木敏子        |
| 20 | 3月2日         | おじゃま虫モクモクモ    | 富田祐弘   | 開木菜織              | 酒井伸次     | -                 |
| 21 | 3月9日         | 丸かじりナベランチャ    | 海老沼三郎 | 桜井弘明              | 桜井弘明     | 大宅光子          |
| 22 | 3月16日        | あんたのオモウツボ      | 柳川茂     | なみきまさと          | なみきまさと | 鳥居愛緒          |
| 23 | 3月23日        | アッと驚くマグカップ    | 山田隆司   | 開木菜織              | 政木伸一     | 本橋秀之          |
| 24 | 3月30日        | 笑って踊ってブリキング  | 富田祐弘   | 酒井伸次              | 酒井伸次     | 佐々木敏子        |
| 25 | 4月6日         | とんでるスモウトリ      | 海老沼三郎 | 桜井弘明              | なみきまさと | 青嶋克己 沢田正人 |
| 26 | 4月13日        | 格闘王キューピースズキ  | 柳川茂     | 桜井弘明              | 桜井弘明     | 大宅光子          |
| 27 | 4月20日        | いきなり!ガッタイオー   | 山田隆司   | 開木菜織              | 東森一       | -                 |
| 28 | 4月27日        | 右や左のゴロゴロー      | 富田祐弘   | なみきまさと          | なみきまさと | 本橋秀之          |
| 29 | 5月4日         | 嗚呼ファラオキャッスル  | 海老沼三郎 | 酒井伸次              | 酒井伸次     | -                 |
| 30 | 5月11日        | ごちそう様フカヒレ将軍  | 柳川茂     | 桜井弘明 東森一       | 東森一       | 佐々木敏子        |
| 31 | 5月18日        | 激突!ヘポイ対ドラクネス | 山田隆司   | 開木菜織              | なみきまさと | 小西洋子          |
| 32 | 5月25日        | めざめよ勇者の拳!       | 海老沼三郎 | 桜井弘明              | 桜井弘明     | 大宅光子          |
| 33 | 6月1日         | 再会!リュートとミーヤ   | 山田隆司   | なみきまさと          | なみきまさと | 鳥居愛緒          |
| 34 | 6月8日         | 時をかけるヘポイ        | 柳川茂     | 酒井伸次              | 酒井伸次     | 本橋秀之          |
| 35 | 6月15日        | ヘポリスマスターへの道  | 富田祐弘   | 松井仁之              | 松井仁之     | 田中良            |
| 36 | 6月22日        | 悪の華ミカエル          | 山口宏     | 桜井弘明              | 東森一       | 青嶋克己 沢田正人 |
| 37 | 6月29日        | リュート、お前もか!?    | 海老沼三郎 | 山口武志              | なみきまさと | 鳥居愛緒          |
| 38 | 7月6日         | さらば老師よ            | 山田隆司   | 桜井弘明              | 桜井弘明     | 大宅光子          |
| 39 | 7月13日        | マッカサン散る!         | 柳川茂     | なみきまさと          | なみきまさと | 本橋秀之          |
| 40 | 7月20日        | ミカエルの逆タマ作戦    | 富田祐弘   | 松井仁之              | 松井仁之     | 田中良            |
| 41 | 7月27日        | セントキャッスルを探せ  | 山口宏     | 日色如夏              | 日色如夏     | -                 |
| 42 | 8月3日         | 結婚式をぶっつぶせ      | 海老沼三郎 | 桜井弘明              | 酒井伸次     | 鳥居愛緒          |
| 43 | 8月10日        | 絶対無敵王者の剣!       | 山田隆司   | 桜井弘明              | 桜井弘明     | 大宅光子          |
| 44 | 8月17日        | すねるなファラオ        | 柳川茂     | なみきまさと          | なみきまさと | 本橋秀之          |
| 45 | 8月24日        | ミカエルの逆襲          | 富田祐弘   | 日色如夏              | 日色如夏     | 青嶋克己 沢田正人 |
| 46 | 8月31日        | ミカエル敗れたり        | 山口宏     | 松井仁之              | 松井仁之     | 田中良            |
| 47 | 9月7日         | 復活!キングキャッスル   | 海老沼三郎 | 酒井伸次              | 酒井伸次     | 鳥居愛緒          |
| 48 | 9月14日        | ヘポイ、決死の封印      | 山田隆司   | 桜井弘明              | 桜井弘明     | 大宅光子          |
| 49 | 9月21日        | 不死身の魔王ドラクネス  | 柳川茂     | 開木菜織              | 東森一       | 本橋秀之          |
| 50 | 9月28日        | 最後のヘポリスマスター  | 富田祐弘   | なみきまさと 桜井弘明 | なみきまさと | -                 |

## 放送局
- 同時ネット
テレビ東京－テレビ大阪、テレビ愛知、テレビ北海道、テレビせとうち、TXN九州（1991年4月から）
- 時差ネット
仙台放送、広島テレビ、山形テレビ（1991年末頃に月曜 - 金曜 6:00 - 6:30にて放送[1]）、静岡けんみんテレビ（1991年末時点で日曜 6:00 - 6:30にて放送[2]）、奈良テレビ（1993年時点で水曜 18:30 - 19:00にて放送[3]）

## 関連事項
- 神田正宏による漫画版が「コミックボンボン」に連載されており、2巻まで単行本化されたが、最終回を含めた3話分が単行本未収録。途中からハードな展開となるアニメ版とは対象的に、序盤こそややシリアスな展開ながら中盤以降はコメディ色の強い作風になっている。また、商品化されていながらアニメ版では登場しないキャッスルも何体か登場する。
- セガからメガドライブ用のゲームが発売される予定であったが、結局リリースされることはなかった。
- キャッスルの組み立てモデル・「ファンタGギア（ファンタジーギア）」が発売され、「不思議ミック」と呼ばれるアクション機構が付いていた。ハイパードラゴンキャッスルとジャークバトルキャッスルの2種類は、既存商品に新規パーツを追加し劇中同様のパワーアップを再現した商品。キングキャッスルは城から人型へ組み換え変形することが可能だった。
- タイトルの「RPG伝説」は「ロープレ伝説」と読むが、これは当時バンダイやホビージャパンが「ロールプレイングゲーム」を商標登録したことにより、セガでは「ロープレ」と呼ぶようにしていた時期の作品であるため。